# سانتيري ألكيو

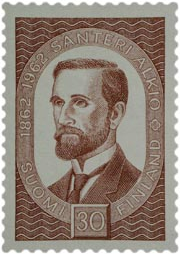
Santeri Alkio on a طابع بريد 1962

سانتيري ألكيو (Santeri Alkio؛ لايهيا، 17 يونيو 1862 - لايهيا، 24 يوليو1930) سياسي و كاتب و صحافي فنلندي . ويعتبر أيضا الأب الأيديولوجي لحزب الوسط الفنلندي.